# Oosterhout (Overbetuwe)

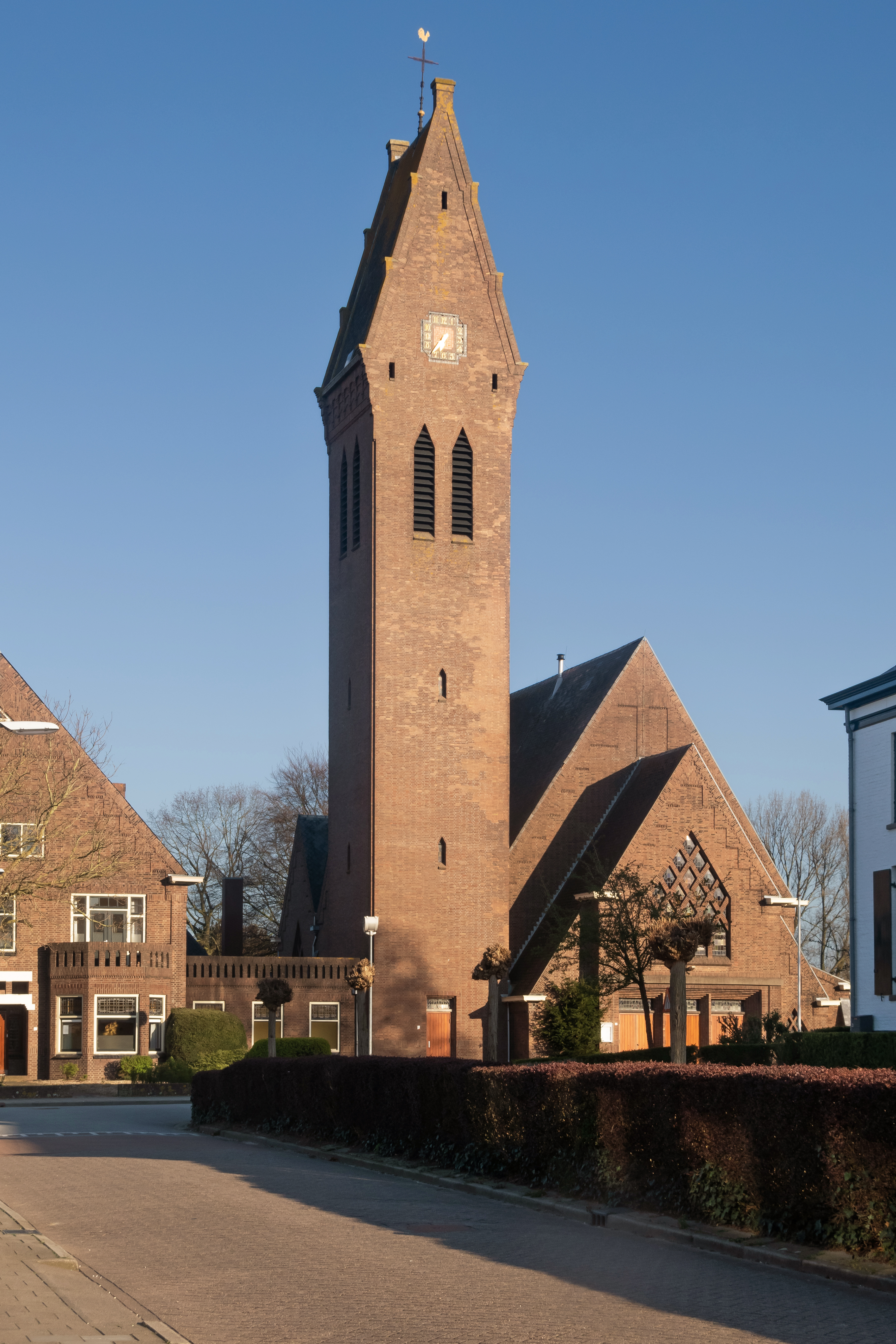
Sint-Leonarduskerk

Oosterhout is een dorp in de gemeente Overbetuwe in de Nederlandse provincie Gelderland, dat grenst aan de gelijknamige wijk in de gemeente Nijmegen.

## Geschiedenis
Het (oorspronkelijke) dorp Oosterhout is ontstaan in de vroege middeleeuwen op een stroomrug, een oude rivieroever van de Waal. In 1809 en 1820 werd Oosterhout getroffen door dijkdoorbraken, waarna de huidige dorpskern opnieuw, ditmaal in noordelijke richting, opgebouwd werd, ter hoogte van de huidige Dorpsstraat.
Oosterhout is een typisch Betuws agrarisch dorp. Vanaf de 17e eeuw was er tabaksteelt. De vruchtbare hoger gelegen stroomruggronden waren ook geschikt voor akkerbouw, weidebouw en later fruitteelt. De laaggelegen, natte komgebieden waren in gebruik als hooiland en weide.
In de tweede helft van de 19e eeuw nam de fruitteelt in de Betuwe een hoge vlucht. Veel akkers op de stroomruggen maakten plaats voor hoogstamboomgaarden. In Oosterhout werd in 1868 nabij de Altena de kroetfabriek (appelstroop) van Van Woerkom opgericht en aan de Dorpsstraat kwam de BATO-jamfabriek. Deze fabriek bleef tot 1975 in bedrijf, na de sloop zijn op het terrein woningen verrezen.
Oosterhout hoorde van 1871 tot en met 2001 bij de gemeente Valburg. Na de herindeling is het dorp opgegaan in de heringedeelde gemeente Overbetuwe.

## Dijkdoorbraken
In de 15e eeuw begon de zogenaamde Kleine IJstijd (circa 1430), die tot circa 1820 zou duren. Strenge winters maakten de kans op dijkdoorbraken groter. Op 15 januari 1809 brak de Oosterhoutse Waaldijk als gevolg van ijsgang in de rivier bij huis Waaijenstein door. Het ijs zette zich vast bij Dodewaard, waarna het waterpeil bovenstrooms in korte tijd enorm opliep. De doorbraak veroorzaakte een gat in de dijk van circa 140 meter met daarachter een enorme kolk, waarin huis Waaijenstein in zijn geheel verdween. Ook het wiel uit 1651 werd in de Waaijensteinkolk opgenomen. Daarachter kwam een dik pakket overslaggronden tot stand. Van het oorspronkelijke Huis Oosterhout bleef weinig over.
Op 23 januari 1820 bezweek de Oosterhoutse dijk opnieuw op meerdere plaatsen onder invloed van kruiend ijs. Tegenover het inmiddels herbouwde huis Oosterhout brak de oude omringdijk van 1682 door. Er ontstond een reusachtig wiel, waarin het oude wiel van 1682 werd opgenomen. De kolk kreeg de naam van Evert Verburgt, eigenaar van een boerderij aan de Groenestraat (De Zandhoek). Het Huis Oosterhout werd wederom onherstelbaar beschadigd. Dertig jaar later zou even ten noorden van de oorspronkelijke plaats een nieuw adellijk huis verrijzen.

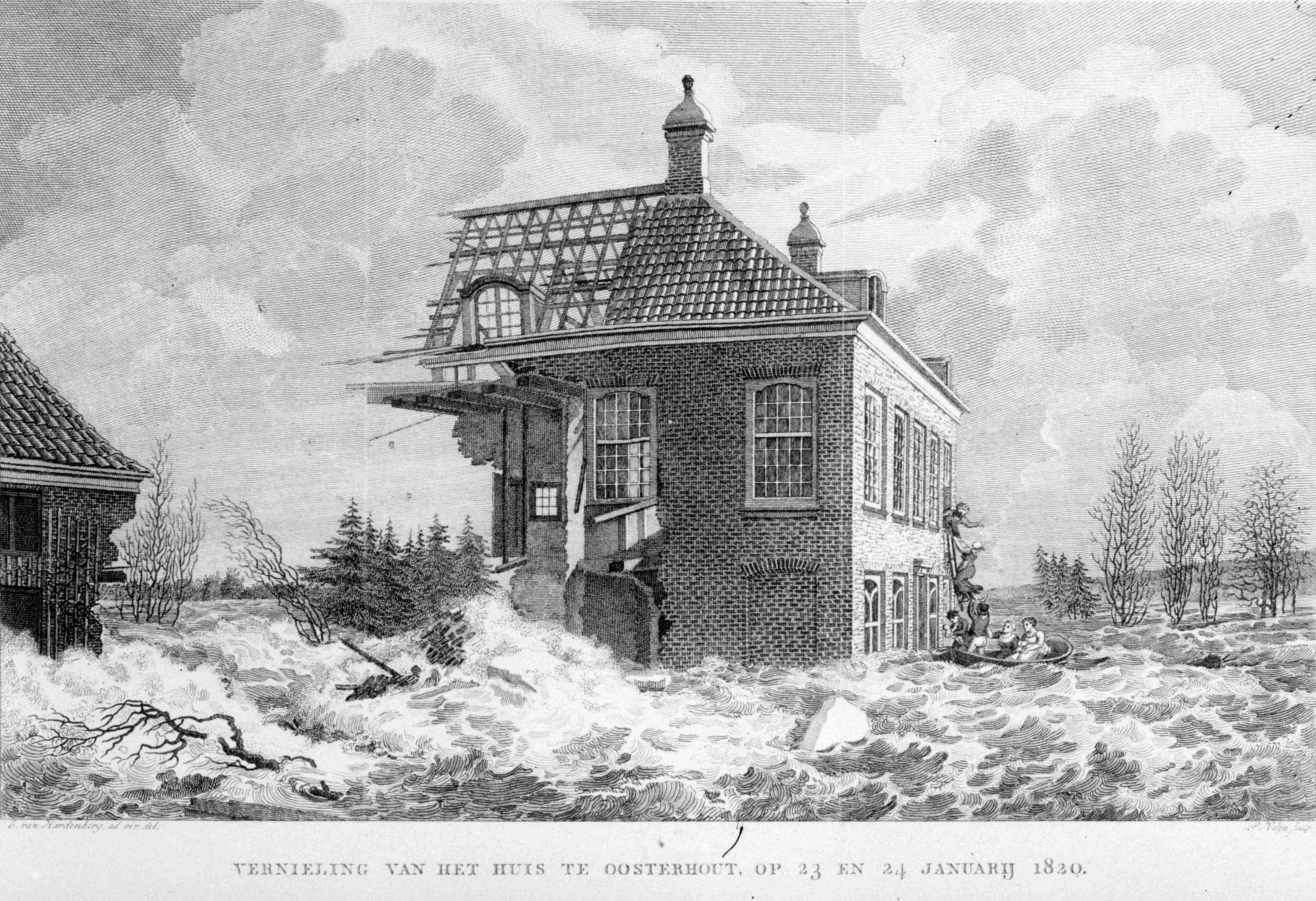
Huis Oosterhout tijdens de watersnood van 1820.

Ook ten westen van de oude Dorpsstraat spoelde de Waaldijk over een grote afstand weg, waarbij twee langgerekte wielen ontstonden. Ze staan met elkaar in verbinding via de smalle strang, die op de kaart van De Man is weergegeven. Het wiel kreeg de naam Zandkolk. Bij de doorbraak ontstond ook het kleine Smitskolkje, ten noordwesten van de Zandkolk. Het kolkje werd in het kader van de dijkverzwaring in 1982 gedempt. Vele huizen aan de Dorpsstraat en Dijkstraat werden door het kolkende overstromingswater en het kruiende ijs meegesleurd of zwaar beschadigd. Er kwamen negen mensen om en van de 65 woningen die het dorp telde, waren er 18 totaal vernield, schuren, bakhuizen en hooibergen niet meegeteld. Slechts tien huizen bleven onbeschadigd. Ook de landerijen en boomgaarden liepen grote schade op. De noordelijke helft van de Dorpsstaat werd door de bewoners opgehoogd met overslagzand, waarlangs zich het nieuwe dorp Oosterhout ontwikkelde.
Na de laatste dijkdoorbraak (1820) werd er in Amsterdam een spontane inzamelingsactie gehouden, voor de wederopbouw van het verwoeste dorp. Hiervan werd een buurtschap gebouwd, die de naam 'Klein Amsterdam' kreeg. De huisjes van ‘Klein Amsterdam’ zijn in de jaren zestig van de twintigste eeuw afgebroken. In de gevel van Peperstraat 11 is nog een herinneringssteen terug te vinden, die ingemetseld is.

## Economie en toerisme
Rond het dorp zijn tuinbouw en boomkwekerijen van economisch belang.
Aan de noordkant van het dorp langs de A15 ligt het bedrijventerrein Park 15 waar grote bedrijven zoals Lidl en Albert Heijn gevestigd zijn.
Toeristen die de regio bezoeken hebben de mogelijkheid om in het dorp Oosterhout te verblijven. Op de locatie waarvan met enige zekerheid vaststaat dat op deze plaats al in 1617 een veerhuis (veerdienst om de Waal over te steken) en herberg aanwezig waren, is nu een restaurant en camping gevestigd. De herberg brandde rond 1900 af en is kort daarna weer herbouwd.

## Sport
In Oosterhout zijn enkele sportverenigingen, waaronder:
- VV OSC (Voetbal)
- TV De Hoge Wick (Tennis)
- TVO (Tafeltennis)
- Volleybalvereniging Volamie
- Duikcentrum Over-Betuwe

Ook loopt de 1e dag van de Nijmeegse vierdaagse door het dorpje Oosterhout heen.

## Geboren in Oosterhout
- Piet Akkermans (1942–2002), hoogleraar
- Fons Naterop (1956), burgemeester
- Dick van Altena (1957), countryzanger

## Bouwwerken
De rooms-katholieke Sint-Leonarduskerk is een ontwerp van Clemens Hardeman uit 1931 in een sobere expressionistische stijl met een kruisweg van Jan Toorop uit 1918.
Huis Oosterhout ligt in de Nijmeegse wijk Oosterhout.